# Esquerra Unida Catalunya
Die Esquerra Unida Catalunya (EUCat) (deutsch: „Vereinigte Linke Kataloniens“) ist die derzeitige regionale Niederlassung der Izquierda Unida (IU) in Katalonien.

## Geschichte
Die Partei wurde im Juli 2019 gegründet, nachdem die IU im Juni die Zusammenarbeit mit Esquerra Unida i Alternativa (EUiA) eingestellt hat und die EUiA aus ihrer Organisationsstruktur ausgeschlossen hatte. Die IU hatte erfahren, dass einige EUiA-Mitglieder – darunter auch ihr Vorsitzender Joan Josep Nuet – ein politisches Projekt namens Sobiranistes im März 2019 gestartet hatten um sich von Catalunya en Comú zu lösen, und zusammen mit Esquerra Republicana de Catalunya (ERC) an den spanischen Parlamentswahlen im April 2019 teilzunehmen.
Die Partei hielt am 29. Februar 2020 ihren konstituierenden Kongress ab und hielt die Kontinuität der EUiA als Mitgliedspartei von Catalunya en Comú aufrecht. Die Befürworter von EUCat schlossen eine künftige Wiederherstellung und Wiedereingliederung der EUiA nicht aus, die sie als „entführten“ politischen Raum betrachteten.